# Ahmad al-Harisi
Ahmad al-Harisi, Ahmad Al Harthy (arab. أحمد الحارثي, ur. 31 sierpnia 1981 w Maskacie) – omański kierowca wyścigowy.

## Kariera
Al-Harisi rozpoczął karierę w międzynarodowych wyścigach samochodowych w 2006 roku od startów w Thunder Arabia Middle Eastern Series, gdzie dziesięciokrotnie stawał na podium, w tym dwukrotnie na jego najwyższym stopniu. Uzbierane 179 punktów pozwoliło mu zdobyć tytuł wicemistrza serii. W późniejszym okresie Omańczyk pojawiał się także w stawce edycji zimowej Formuły Renault BARC, Formuły Renault BARC, Chevrolet Supercars Middle East, Brytyjskiego Pucharu Porsche Carrera, Supercars Middle East Championship, Porsche Supercup, Światowego Pucharu Porsche Carrera, Francuskiego Pucharu Porsche Carrera, Porsche GT3 Cup Challenge Middle East, British GT Championship oraz Blancpain Endurance Series.